# 莎阿南线
莎阿南線（英語：Shah Alam Line，简称「JSL」），計畫名稱「LRT3」或「轻快铁3号线」，早期則以「佐汉瑟迪亚線」和「万达镇－巴生线」稱之，是巴生谷第十二条列车线路，也是马来西亚第三条轻快铁和第四条自动驾驶的列车系统。本线在巴生谷综合运输系统中的编号为11，识别色则为“天蓝色”，于2013年4月24日由馬來西亞國家基建正式提出规划，预计2025年9月30日通车运营。本线全長37.6公里，是马来西亚首条以绿色科技为主的轨道交通线路，北起八打灵再也万达镇站，往西贯穿格拉那再也西部、莎亚南主城区、巴生新城后往南贯穿巴生城区、武吉丁宜后抵达佐汉瑟迪亚站。全线共有25个高架车站，原计划设立长2公里的地下路段和一座地下车站（希山慕丁道），经检讨后该座车站被取消，并设有佐汉瑟迪亚车辆段。本线将由快捷通軌道运营，并由馬來西亞國家基建所拥有原计划2020年8月通车，经检讨后，马来西亚政府于2018年复批，并于隔年2月重新签署合约。

## 线路信息
轻快铁3号线开始进行可行性研究的时候就以衔接格拉那再也、莎亚南和巴生为主。其中陆路公共交通委员会（SPAD，现“APAD”，陆路公共交通机构）在2030年的铁路交通规划蓝图中就有为轻快铁3号线准备两种规划方案，分别是往北绕行的方案1和往南绕行的方案2，最终方案2得到采用，并为其进行局部修改，包括往北延伸至万达镇站与双溪毛糯－加影线（捷运1号线）和往南至巴生佐汉瑟迪亚的农耕村落地区。这是因为往南走向的路线可以覆盖武吉丁宜、绿林镇等新兴发展的人口密集区，可让更多当地居民受惠。
| 方案 | 起点       | 终点           | 途经 |
| ---- | ---------- | -------------- | --- |
| 1    | 阿拉白沙罗 | 巴生武吉丁宜镇 | 新巴生河流域大道、巴生中路、巴生第三大桥、直落玻璃、池龙花园                                                               |
| 2    | 格林玛丽   | 巴生武吉丁宜镇 | 格再也道、希山慕丁道、莎亚南市中心、玛拉工艺大学、莎亚南第7区、巴生新城、巴生北区城区5号公路、直落玻璃（河边路）、池龙花园 |

根据公示后的规划，万达镇－巴生线一共有26個車站，其中包括25個高架車站及1個地下車站，并在获得政府批准后计划於2020年8月31日開通一期线路，2021年2月则为二期全线开通全線車站將配置6,000個停車位。万达镇－巴生线项目自2015年5月15日起開始公眾展示，并於2016年第1季動工。

### 线路数据
- 运营里程：37.6公里
- 站数：2
- 轨距：1435毫米
- 动力电源：750V第三轨供电
- 双线区间：全线
- 电气化区间：全线
- 地下区间：无（原计划于莎亚南城区建造地下段）
- 高架区间：全线
- 最长区间：格林玛丽－格再也
- 停车换乘车位数量：2300个（原6000个）

### 车站信息
注：以下为暂定站名
| 莎阿南线位置图           |          |                    |                       |               |                                 |            |              |              |
| 区段                     | 车站编号 | 站名               | 原文名                | 里程 （千米） | 换乘路线                        | 所在地     | 站台形式     | 预计启用日期 |
| 二期                     | SA01     | 万达镇             | Bandar Utama          | 0             | ■ 加影线                        | 八打灵再也 | 高架二层侧式 | 2025年3月    |
| 二期                     | SA02     | 卡尤阿拉           | Kayu Ara              |               | —                               | 八打灵再也 | 高架二层侧式 | 2025年3月    |
| 二期                     | SA03     | 万达镇11区         | BU11                  |               | —                               | 八打灵再也 | 高架二层侧式 | 2025年3月    |
| 二期                     | SA04     | 丽阳               | Tropicana             |               | —                               | 八打灵再也 | 高架二层侧式 | 远期规划     |
| 二期                     | SA05     | 白沙罗依达曼       | Damansara Idaman      |               | —                               | 八打灵再也 | 高架二层侧式 | 2025年3月    |
| 二期                     | SA06     | SS7                | SS7                   |               | —                               | 八打灵再也 | 高架二层侧式 | 2025年3月    |
| 二期                     | SA07     | 格林玛丽           | Glenmarie             |               | ■ 格拉那再也线                  | 莎亚南     | 高架二层侧式 | 2025年3月    |
| 二期                     | SA08     | 德玛西雅           | Temasya               |               | —                               | 莎亚南     | 高架二层侧式 | 远期规划     |
| 二期                     | SA09     | 格再也             | Kerjaya               |               | —                               | 莎亚南     | 高架二层侧式 | 2025年3月    |
| 二期                     | SA10     | 莎亚南体育场       | Stadium Shah Alam     |               | ■ 联邦BRT （搁置）              | 莎亚南     | 高架二层侧式 | 2025年3月    |
| 二期                     | SA11     | 希山慕丁道         | Persiaran Hishamuddin |               | —                               | 莎亚南     | 高架二层侧式 | 取消建设     |
| 二期                     | SA12     | 拿督孟德里         | Dato' Menteri         |               | —                               | 莎亚南     | 高架二层侧式 | 2025年3月    |
| 一期                     | SA13     | 第2区              | Seksyen 2             |               | ■ 联邦BRT （搁置）              | 莎亚南     | 高架二层侧式 | 远期规划     |
| 一期                     | SA14     | 莎亚南玛拉工艺大学 | UiTM Shah Alam        |               | ■ 联邦BRT （搁置）              | 莎亚南     | 高架二层侧式 | 2025年3月    |
| 一期                     | SA15     | 莎亚南第7区        | Seksyen 7 Shah Alam   |               | —                               | 莎亚南     | 高架二层侧式 | 2025年3月    |
| 一期                     | SA16     | 格鲁里街           | Lebuh Keluli          |               | —                               | 莎亚南     | 高架二层侧式 | 远期规划     |
| 一期                     | SA17     | 巴生新城           | Bandar Baru Klang     |               | —                               | 巴生       | 高架二层侧式 | 2025年3月    |
| 一期                     | SA18     | 中路大巴刹         | Pasar Klang           |               | —                               | 巴生       | 高架二层侧式 | 2025年3月    |
| 一期                     | SA19     | 中路               | Jalan Meru            |               | —                               | 巴生       | 高架二层侧式 | 2025年3月    |
| 一期                     | SA20     | 爪哇巴刹           | Pasar Jawa            |               | ■ 巴生港线、 ■ 联邦BRT （搁置） | 巴生       | 高架二层侧式 | 2025年3月    |
| 一期                     | SA21     | 南方镇             | Taman Selatan         |               | —                               | 巴生       | 高架二层侧式 | 2025年3月    |
| 一期                     | SA22     | 斯里安达拉斯       | Sri Andalas           |               | —                               | 巴生       | 高架二层侧式 | 2025年3月    |
| 一期                     | SA23     | 良木园             | Klang Jaya            |               | —                               | 巴生       | 高架二层侧式 | 2025年3月    |
| 一期                     | SA24     | 武吉丁宜           | Bandar Bukit Tinggi   |               | —                               | 巴生       | 高架二层侧式 | 2025年3月    |
| 一期                     | SA25     | 绿林镇             | Bandar Botanic        |               | —                               | 巴生       | 高架二层侧式 | 远期规划     |
| 一期                     | SA26     | 佐汉瑟迪亚         | Johan Setia           |               | —                               | 巴生       | 高架二层侧式 | 2025年3月    |
| 粗体车站提供停车转乘服务 |          |                    |                       |               |                                 |            |              |              |

## 列车
2017年8月5日，国家基建公司在吉隆坡与中国中车株洲电力机车（中车株机）签署了42辆列车的供货合同，这也是马来西亚首次引入中国企业主导制造的全自动无人驾驶轻快铁车辆，也是轻快铁3号线工程的其中一个系统配套。其他得标财团还包括西门子中国和Tegap Dinamik私人有限公司。签订的列车供货合同总值约15亿6000万令吉（折合24亿5000万人民币），42列列车中有40列将在中车公司于马来西亚的基地生产制造。列车将采用无人驾驶技术级别中最高的GOA4级，可让列车在控制中心的统一控制下实现全自动营运。中车株机董事长刘化龙表示，此次交易可推动马来西亚轻快铁车辆升级和更新校友技术，同时满足公众对智慧出行的要求。每列列车可载送1271名乘客，容量约和28部单层巴士相同。

## 建设背景
万达镇－巴生线自2013年10月便展开可行性研究。马来西亚国家基建初步的规划是兴建第三条轻快铁轨道交通线，并从格拉那再也经莎亚南至巴生，建设成本为80至90亿马币，平均每公里约2.3亿马币，以减缓巴生谷从巴生到八打灵再也的交通拥堵，也为巴生谷西部，人口密集的经济走廊城区提供轨道交通服务。落实轻快铁3号线项目也是为了配合陆路公共交通委员会的城市轨道发展计划（URDP），以便发展和改善巴生谷都市区的陆路公共交通系统，并提高社会经济领域及人民生活水平。可行性研究初步计划于格林玛丽（与格拉那再也线换乘）、莎亚南体育场、i-City、玛拉工艺大学莎亚南校区、巴生新城、巴生南港和台商工业区设立站点。这项计划也是马来西亚政府推动国内公共铁路设施网络的发展的其中一个项目，并在可行性研究后提呈相关部门以通过项目。当时大城堡线和格拉那再也线南延伸项目也正在进行。代号为“轻快铁3号线”的铁路项目当时预计为30至34公里，并在每小时每一趟达到22,000人的载客量。公审后轻快铁3号线估计每小时每一趟拥有3万6700人的载客量，为周边的200万名居民服务。
2015年国家基建公司在环境局官网发布了环境冲击评估报告（EIA），计划于2016年开始总长36公里（全程高架除莎亚南区间设有2公里的地下隧道）的工程建设。5月12日，国家基建正式为轻快铁3号线进行公共审视活动。根据2010年陆路公共交通法令第84条文，在落实轻快铁工程前当局须要进行为期3个月的公共审视活动，以让民众提供意见回馈，并作为参考以作出最后决定。公审已于5月15日至8月14日在吉隆坡中央车站、八打灵再也市政厅大厦、莎亚南市政厅大厦、巴生市议会总部、格拉那再也站、占美清真寺站和中央艺术坊站7个地点进行审视。审视完成后过后当局将进行土地征用以及投标工作。
2016年8月24日，轻快铁3号线落成，本线将10个站设有“P+R”设施，并提供接驳巴士至其他公共交通总站，同时建造工程也将使用先进的“U槽”（U-Trough）建筑科技。
2018年7月12日，新成立的马来西亚政府在财政部长林冠英的宣布下批准继续建造，但成本价从原有的316亿5000万令吉递减至166亿3000万令吉，大幅度缩小规模后使政府减少支出150亿2000万令吉，工程成本减少47%。根据官方文告，国家基建公司与3月便向政府提呈轻快铁3号线的最新成本预算，并要求以政府担保的形式额外融资220亿令吉，加上2015年已批准的100亿令吉以资助本项目。这些预算涵盖所有工程费用、工程合约配套、土地收购、工程管理、顾问费、运作费用以及建造期利息等。
经过检讨后，工程成本也得到合理化，其中包括将42列6节编组列车改为22列3节编组，因这些车辆被估计可以应付客流量至2035年，并使车辆段的建筑面积大幅减少。轻快铁车站的规模也被缩小成格拉那再也线的标准（如格灵芝站或梳邦再也站），而不是以原先计划的地铁站规模为标准。5个预估乘客量较低的车站也改为远期规划车站，直到有需求时才兴建，同时也取消地下铁路隧道和希山慕丁道的地下车站。同时为了减少工程花费，轻快铁3号线的建筑时限从2020年延迟到2024年，避免大量赶工费用索赔费用。
2019年2月22日，在经过几个月的工程停摆后，国家基建公司与工程交付伙伴马资源－乔治肯特联营公司（MRCB-GK JV）及9家主要的二手承包商公司，签署项目工程定价转承合约，并预计于2024年2月28日竣工。这也意味着轻快铁承建方式由原有的工程交付伙伴形式（PDP Model）重新改组为定价合约。9家主要二手承包商公司分别为成荣机构私人有限公司、WCT建筑私人有限公司、合作策略私人有限公司、APEX通讯私人有限公司、拉欣空私人有限公司、双威建筑私人有限公司、再也资拉建筑私人有限公司、SN阿克米达控股私人有限公司及泛资源私人有限公司。
2020年，时任国家基建公司主席达祖丁公布截止6月尾，第三轻快铁建设进度为33.12%。此工程采用的“U槽”（U-Trough）建筑科技由法国引进，每个单位重130顿。整个工程将使用2060个U槽衔接成高架轨道，并有效缩短施工期。2021年，达祖丁公布，截至2月28日，进度已达49.22%。
2020年，官方将本线名为”佐汉瑟迪亚線”，但在2021年8月5日官方再次更名为“莎阿南线”。

## 意外与事件
莎亚南第7区铅路（Jalan Plumbum）101和103居协秘书纳吉里法曾要求施工单位修改轻快铁路线以绕过住宅区，因高架轨道将直入游乐场内，以免在公园的施工过程中过于靠近住宅区和危及孩童安全。而为了安全考量和施工需要，承包商也将在施工期间关闭公园，工程完成后将重新开放予市民如常使用。
2020年6月17日清晨5时，巴生中路大巴刹前的第三轻快铁建设路段的临时框架坍塌，但未造成伤亡。同年7月佐汉瑟迪亚施工地段周边也发生地陷事故。
2022年9月，负责承建铁路GS05和GS06配套工程的中国铁建17局集团有限公司（CRCC17）被爆从2021年12月起，拖欠二手承包商3000万令吉工程费，引起逾50名承包商及供应商代表举行和平抗议集会。承包商代表除了与中国铁建高层举行一系列会议外，也试图向与LRT3工程相关的各方单位发出信函。首席承包商Setia Utama LRT3公司发文澄清，与承包商被拖欠工程费一事无关。中国铁建17局集团有限公司项目主任代爱民表示，中国总公司正着手解决LRT3路线GS05及GS06配套二手承包商的付款。